# HMIS Narbada (U40)
Le HMIS Narbada est un sloop, de la classe Black Swan, servant dans la Royal Indian Navy (RIN) qui participa aux opérations navales pendant la Seconde Guerre mondiale.
Après la partition des Indes en 1948, il est en service dans la Marine pakistanaise en tant que PNS Jhelum.

## Construction et conception
Le Narbada est commandé par le gouvernement indien le 29 août 1940 dans le cadre de programmation de 1939 pour le chantier naval de John I. Thornycroft & Company à Woolston, banlieue de Southampton. La pose de la quille est effectuée le 30 août 1941, le Narbada est lancé le 21 novembre 1942 et mis en service le 29 avril 1943.
La classe Black Swan était une version allongée des sloops antérieurs de la classe Egret. L'armement principal se composait de six canons antiaériens QF 4 pouces Mk XVI dans trois tourelles jumelles, avec la quatrième tourelle de 4 pouces de la classe Egret supprimée pour permettre l'ajout d'un quadruple canons 2 livres pom-pom antiaérien à courte portée. L'armement anti-sous-marin se composait de lanceurs de charges de profondeur avec 40 charges de profondeur transportées,.

## Historique

### Seconde Guerre mondiale
Avec la Seconde Guerre mondiale en cours, le Narbada est déployé comme escorte à plusieurs convois alliés en route vers Bombay. À son arrivée, il rejoint la Eastern Fleet (flotte de l'Est). En 1944, il est déployé pour la défense des convois militaires dans le golfe du Bengale.
Au début de janvier 1945, il est déployé avec le HMIS Jumna pour soutenir le débarquement de la 74e brigade indienne de l'armée indienne britannique sur la péninsule d'Akyab, dans le cadre de l'opération Lightning. Le Jumna et le Narbada engagent des batteries japonaises sur le fleuve Kaladan près de Ponnagyun. Après avoir embarqué des troupes, il rejoint la Task Force 64 dirigée par le HMS HMS Phoebe pour le soutien du débarquement par la 3e Brigade commando britannique entre Akyab et Ramree avec le HMS Napier et le HMIS Jumna.
Le 13 janvier 1945, alors que la force opérationnelle Task Force 64 est attaquée par des avions japonais, le Narbada abat un avion Nakajima Ki-43 (Oscar dans la nomenclature américaine) de l'armée de l'air impériale japonaise.
En février 1945, le Narbada soutient le débarquement de la 53e brigade d'infanterie indienne à Ryuwa avec le HMS Flamingo et le HMIS Jumna. Il est touché par des tirs de riposte, mais poursuit ses opérations.
En mars 1945, il retourne à Bombay pour un radoub et pour réparer les dommages.
En avril 1945, le Narbada reprend ses fonctions d'escorte et soutient les débarquements amphibies de l'armée indienne et britannique à Rangoon avec le Cauvery, le Godavari, le Kistna, le Sutlej et le Hindustan dans le cadre de l'opération Dracula.
En mai 1945, il est déployé avec le HMIS Cauvery, le HMIS Godavari, le HMIS Kistna, le HMIS Sutlej et le HMIS Hindustan pour intercepter les troupes japonaises se retirant des Îles Andaman.
En juillet 1945, Narbada fait partie de la force prévue pour l'opération Zipper et mena des exercices préparatoires, mais cette opération est annulée à la suite du largage des bombes atomiques sur Hiroshima et Nagasaki et de la reddition ultérieure du Japon.

### Après guerre
À la fin de la Seconde Guerre mondiale, le Narbada est déployé lors de la capitulation japonaise à la garnison d'Andaman à Port Blair par le vice-amiral Hara de la marine impériale japonaise.
Après l'indépendance de l'Inde et la partition des Indes qui a suivi, il fait partie des navires transférés au Pakistan et renommé HMPS Jhelum puis PNS Jhelum. Il est mis en service jusqu'en 1959 lorsqu'il est vendu pour être démantelé localement en 1959 .